# Dick Keith
Dick” Keith (Belfast, 1933. május 15. – Bournemouth, Anglia, 1967. február 28.) északír labdarúgóhátvéd.

## Pályafutása
1950 és 1957 a Linfield, 1957 és 1964 között az angol Newcastle United, 1964 és 1966 között a Bournemouth labdarúgója volt.
1957 és 1962 között 23 alkalommal szerepelt az északír válogatott, melynek tagjaként részt vett az 1958-as svédországi világbajnokságon.